# Suolaoja
De Suolaoja is een beek, die stroomt in de Zweedse  gemeente Pajala. De beek dient als afwatering van het moerasgebied Suolavuomo. Het riviertje brengt het water zuidwaarts over een afstand van ongeveer 77 kilometer en levert het dan af in de Pentäsrivier. De beek stroomt door onbewoond gebied.